# Otmar Pusterhofer
Otmar Pusterhofer (* 28. September 1982) in Voitsberg ist ein ehemaliger österreichischer Handballspieler.

## Karriere
Pusterhofer begann 1989, im Alter von sieben Jahren, bei der HSG Bärnbach/Köflach Handball zu spielen. Bei seinem Jugendverein spielte er in der Saison 2000/01 das erste Mal internationale in der EHF Champions League. Zu dieser Zeit lief Pusterhofer noch als Rückraum Mitte auf. Nachdem das Team ausgeschieden war, nahm es an der dritten Runde des EHF-Cup teil, schied dort allerdings ebenfalls aus. Im selben Jahr konnte die Spielgemeinschaft den ÖHB-Cup gewinnen und daher ein Jahr später am EHF Cup Winners Cup teilnehmen. 2004 wechselte der 1,78 Meter große Akteur zur SG Handball West Wien. Gleich im ersten Jahr nahm er mit den Wienern erneut am EHF-Cup teil, auch in diesem Anlauf konnte der Rechtshänder die dritte Runde nicht überwinden. Bis 2006/07 blieb er in der Hauptstadt engagiert, ehe er erneut für die Steirer auflief. In der Saison 2009/10 schaffte der Außenspieler mit der HSG den Aufstieg in die Handball Liga Austria. Nach der Saison 2014/15 beendete er sein Engagement bei der HSG Raiffeisen Bärnbach/Köflach. Im Februar 2015 schloss sich der Rechtshänder der HSG Graz an. In der Saison 2016/17 wurde er mit der HSG Graz HBA-Meister und stieg in die HLA auf. 2021 beendete Pusterhofer seine Karriere.

## Privates
Pusterhofer ist Englisch- und Sportlehrer an der Mittelschule Voitsberg, Schulsportkoordinator des Bezirks und Landeskoordinator für Schulhandball.

## Saisonbilanzen

### HLA
| 2010/11   | HSG Raiffeisen Bärnbach/Köflach                                 | HLA                                                             | 105                                                             | 35/48                                                           | 70                                                              |                                                                 |                                                                 |                                                                 |                                                                 |                                                                 |
| 2011/12   | HSG Raiffeisen Bärnbach/Köflach                                 | HLA                                                             | 121                                                             | 32/44                                                           | 89                                                              |                                                                 |                                                                 |                                                                 |                                                                 |                                                                 |
| 2012/13   | HSG Raiffeisen Bärnbach/Köflach                                 | HLA                                                             | 96                                                              | 21/30                                                           | 75                                                              |                                                                 |                                                                 |                                                                 |                                                                 |                                                                 |
| 2013/14   | HSG Raiffeisen Bärnbach/Köflach                                 | HLA                                                             | 87                                                              | 21/30                                                           | 66                                                              |                                                                 |                                                                 |                                                                 |                                                                 |                                                                 |
| 2014/15   | HSG Raiffeisen Bärnbach/Köflach                                 | HLA                                                             | 79                                                              | 23/33                                                           | 56                                                              |                                                                 |                                                                 |                                                                 |                                                                 |                                                                 |
| 2017/18   | HSG Graz                                                        | HLA                                                             | 49                                                              | 4/9                                                             | 45                                                              |                                                                 |                                                                 |                                                                 |                                                                 |                                                                 |
| 2018/19   | HSG Graz                                                        | HLA                                                             | 58                                                              | 13/18                                                           | 45                                                              |                                                                 |                                                                 |                                                                 |                                                                 |                                                                 |
| 2019/20   | Saison aufgrund der COVID-19-Pandemie in Österreich abgebrochen | Saison aufgrund der COVID-19-Pandemie in Österreich abgebrochen | Saison aufgrund der COVID-19-Pandemie in Österreich abgebrochen | Saison aufgrund der COVID-19-Pandemie in Österreich abgebrochen | Saison aufgrund der COVID-19-Pandemie in Österreich abgebrochen | Saison aufgrund der COVID-19-Pandemie in Österreich abgebrochen | Saison aufgrund der COVID-19-Pandemie in Österreich abgebrochen | Saison aufgrund der COVID-19-Pandemie in Österreich abgebrochen | Saison aufgrund der COVID-19-Pandemie in Österreich abgebrochen | Saison aufgrund der COVID-19-Pandemie in Österreich abgebrochen |
| 2020/21   | HSG Graz                                                        | HLA                                                             | 37                                                              | 3/3                                                             | 34                                                              |                                                                 |                                                                 |                                                                 |                                                                 |                                                                 |
| 2008–2021 | gesamt                                                          | HLA                                                             | 632                                                             | 152/215 (71 %)                                                  | 480                                                             |                                                                 |                                                                 |                                                                 |                                                                 |                                                                 |

### HBA
| Saison    | Verein                          | Spielklasse | Tore | 7-Meter       | Feldtore |
| --------- | ------------------------------- | ----------- | ---- | ------------- | -------- |
| 2008/09   | HSG Raiffeisen Bärnbach/Köflach | HBA         | 141  | 24/31         | 117      |
| 2009/10   | HSG Raiffeisen Bärnbach/Köflach | HBA         | 155  | 60/70         | 95       |
| 2015/16   | HSG Graz                        | HBA         | 63   | 5/7           | 58       |
| 2008–2016 | gesamt                          | HBA         | 359  | 89/108 (82 %) | 270      |

## Erfolge
- HSG Raiffeisen Bärnbach/Köflach
  - 1× Österreichischer Pokalsieger 2000/01
  - 1× HBA Meister 2009/10
- HSG Graz
  - 1× HBA Meister  2016/17